# Tanycoryphus planifrons
Tanycoryphus planifrons is een vliesvleugelig insect uit de familie bronswespen (Chalcididae). De wetenschappelijke naam is voor het eerst geldig gepubliceerd in 1957 door Steffan.